# La Candelaria (Caracas)

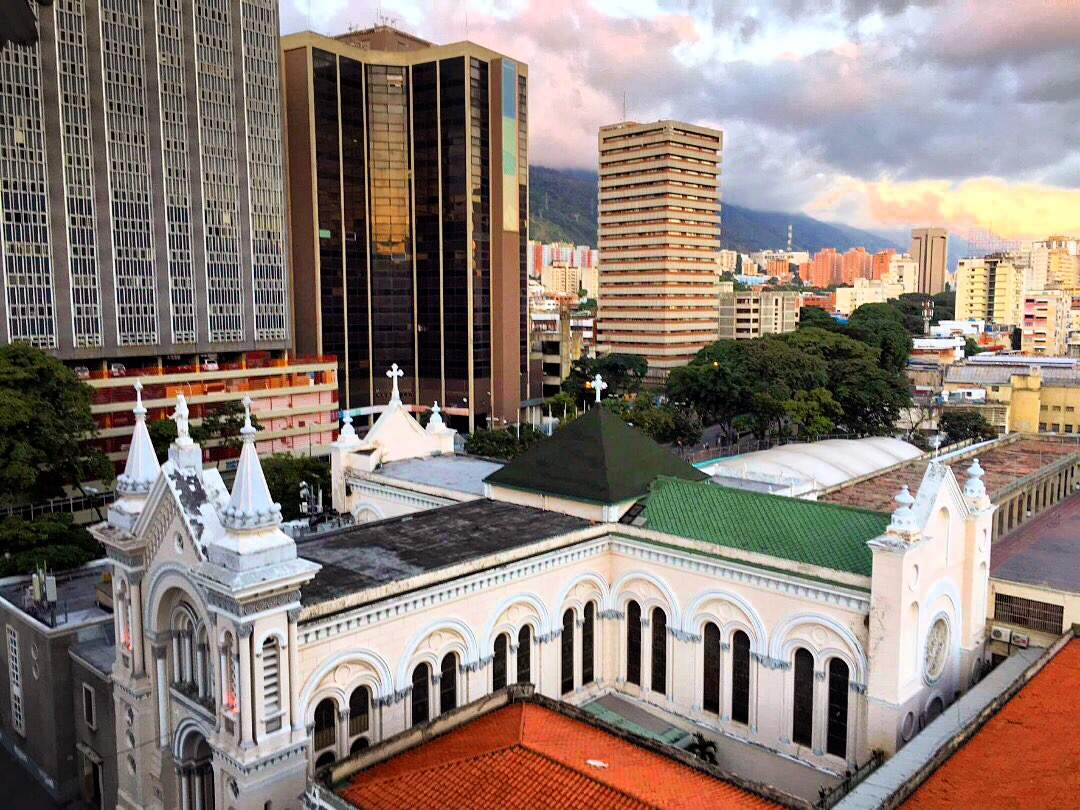
Vista de La Candelaria en 2017.

La Urbanización La Candelaria es una urbanización situada en la Parroquia La Candelaria del Municipio Libertador en el centro de Caracas.

## Descripción
Al sur se encuentra rodeada por Parque Central y la urbanización El Conde, por Catedral al oeste, al norte por la urbanización San Bernardino y el Barrio Los Anaucos; y al este por Los Caobos de la parroquia El Recreo del Municipio Libertador. La urbanización La Candelaria tiene muy buenas comunicaciones, ya que es atravesada por las siguientes vías: la avenida Urdaneta, la avenida Bolívar y la avenida Fuerzas Armadas.